# Agut S.A.
La Fábrica Agut fue un emprendimiento industrial ubicado en Tarrasa, Barcelona, España. Fundada en 1930 por Joaquim Agut i García, un obrero visionario, la empresa se convirtió en un referente en la historia industrial de la región hasta su desaparición en 2007.

## Historia
En sus inicios, Joaquim Agut i García, estableció los Talleres Agut en la Calle San Isidro de Tarrasa. Su visión empresarial se materializó con la invención de un contactor eléctrico revolucionario, diseñado para automatizar el arranque de motores, eliminando la necesidad de operación manual y reduciendo así el riesgo de accidentes eléctricos. Joaquim Agut i García, fue nombrado egarense del año, en 1982.
El éxito de su invención impulsó la expansión de la compañía, llevando a la creación de la Fábrica Agut en el Carrer del Frontó en 1945. Sin embargo, la búsqueda de mayores horizontes condujo a un traslado posterior que permitió el crecimiento continuo de la fábrica, alcanzando una plantilla de 165 empleados.
La relevancia de la Fábrica Agut trascendió fronteras, llegando a exportar sus productos incluso a destinos tan lejanos como China. En un contexto marcado por el franquismo, la empresa se destacó como un ejemplo del concepto de "fábrica como familia". En este entorno, la vida de los trabajadores estaba estrechamente vinculada a la empresa, que ofrecía viviendas para aquellos que no disponían de alojamiento propio.
La Fábrica Agut no solo se limitaba a la producción industrial, sino que también se involucraba activamente en el bienestar social de sus trabajadores. Desde actividades deportivas como equipos de fútbol, Ping Pong, hasta eventos culturales como funciones teatrales, la empresa fomentaba un sentido de comunidad entre sus empleados.
En este sentido destaca el Club Deportivo Talleres Agut.  Fue fundado en 1946 con el nombre de Club Deportivo Talleres Agut como sección de fútbol de la empresa. En 1951 ingresó en la federación catalana con el nombre de CD Agut y en la temporada 1953-54 fue campeón de grupo y logró el ascenso a primera regional, donde jugó dos temporadas. En 1956 ascendió a tercera división, en la que se mantuvo dos años. En 1959 abandonó la federación y regresó a las competiciones de empresas hasta su desaparición.

### General Electric Power: 1982
La adquisición de la Fábrica Agut por parte de General Electric Power Controls en 1982, marcó un hito en su trayectoria. Tras la compra, la fábrica continuó su legado de excelencia en la producción de sistemas y equipamientos eléctricos, manteniendo su especialización en cajas y armarios de protección eléctrica, así como en la fabricación de contactores para la activación de motores.

### Desenlace: 2014
En 2014 la dirección de GE Power Controls anunció su intención de cerrar la fábrica ubicada en Tarrasa. Esta decisión implicó la pérdida de empleos, con un estimado de 150 a 200 trabajadores afectados, según diversas fuentes sindicales.
Los sindicatos mostraron su preocupación por la reestructuración, buscando salvar el mayor número posible de puestos de trabajo. Se planteó la posibilidad de reubicar a algunos empleados en la planta que la división poseía en Sant Vicenç de Castellet, donde ya trabajaban 120 personas.
La noticia del cierre de la fábrica en Tarrasa fue vista como el desenlace previsible de un proceso iniciado desde finales de 2003, cuando la compañía comenzó a trasladar parte de su producción a Polonia y Hungría. Esta decisión se alineaba con una estrategia de reestructuración más amplia de la empresa en Europa, con la sede europea de Power Controls ubicada en Budapest.